# Gnojewo
Gnojewo (dawniej: niem. Gnojau) – wieś sołecka w Polsce, położona w województwie pomorskim, w powiecie malborskim, w gminie Miłoradz na obszarze Wielkich Żuław Malborskich, przy drodze krajowej nr 22.
Wieś królewska położona była w II połowie XVI wieku w województwie malborskim. W latach 1975–1998 miejscowość administracyjnie należała do województwa elbląskiego.
W okresie międzywojennym ośrodek mniejszości polskiej w Wolnym Mieście Gdańsku (mieszkało tu ok. 50-100 Polaków).

## Zabytki
Według rejestru zabytków NID na listę zabytków wpisane są:
- neogotycki kościół filialny pw. św .św. Apostołów Szymona i Judy, 1863, nr rej.: A-1423 z 22.10.1993
- dzwonnica, nr rej.: j.w.
- cmentarz przykościelny, nr rej.: j.w.
- ogrodzenie z bramą, nr rej.: j.w.
- cmentarz ewangelicki, 1818, nr rej.: A-127 z 28.07.1993
- ruina kościoła, 1340, nr rej.: A-127 z 2.12.1959 - kościół ewangelicki pw. św. Szymona i Judy Tadeusza, konstrukcja szachulcowa, gotycki, nieczynny, niszczejący
- gotycka kapliczka przydrożna z cegły, k. XV, XX, nr rej.: A-171 z 5.04.1960.